# Христос Пантократор (Несебър)
„Христос Пантократор“ („Христос Вседържател“) е православна църква в Несебър, България. Тя е част от Архитектурно-историческия резерват в града, който е част от Световното наследство на ЮНЕСКО и един от 100-те национални туристически обекта.

## История, архитектурни и художествени особености
Църквата „Христос Пантократор“ (Вседържател) е построена през XIII-XIV век и е една от най-забележителните и най-добре запазени средновековни църкви в Несебър, типичен представител на живописния стил в църковната архитектура.
Църквата е правоъгълна по план, с размери 15,95 Х 6,70 м, с два входа – на запад и на юг. Паметникът има подчертано издължени пропорции. В средата на наоса са се издигали четири стройни колони (сега разрушени), носещи купол. Над притвора се издига квадратна кула-звънарница. Изкачването става откъм юг по тясна каменна стълба, вградена в стената между наоса и притвора. На изток завършва с три малки апсиди, богато профилирани отвън.
По цялата дължина на фасадата преминава пояс от високи, двойно вдлъбнати арки. Над тях в три реда се вие характерната украса от панички и четирилистници. Над апсидите на източната част на фасадата преминава фриз от свастики, изпълнен с тухли – символ на соларния култ. Богато украсеният барабан на купола е снабден с 8 арковидни прозореца. Светлината прониква и през останалите подобни прозорци на южната и на северната фасада. Притворът е малък, с вградена под пода средновековна гробница. По вътрешността на стените са запазени само следи от оригиналните стенописи, покривали ги някога.